# Testimonial
Een testimonial, testimonial match of testimonial game is de benaming voor een afscheids- of galawedstrijd van een sporter, inzonderheid een betaald voetballer die tien seizoenen de dienst heeft uitgemaakt of hij / zij die tijdens deze periode van groot belang was of is geweest voor een bepaalde club of vereniging.
In een testimonial game toont een voetbalclub waardering voor de prestaties van een van zijn langst dienende of meest waardevolle spelers. Dit betekent dat het niet noodzakelijk om een afscheidnemende speler gaat. Het betreft vrijwel altijd een wedstrijd zonder inzet of competitiviteit en dus op vriendschappelijk niveau. Het organiseren van een testimonial game is voornamelijk tot uitsluitend een traditie in het Verenigd Koninkrijk en Zuid-Amerikaanse landen. In het verleden werd al meermaals een uitzondering gemaakt op de 'regel' die stelt dat een persoon tien jaar voor dezelfde sportclub actief moet zijn.

## Geschiedenis
Het organiseren van testimonials nam een aanvang op een moment dat spelerscompensatie, zelfs die bij de beste of meest professionele clubs ter wereld, op een niveau was dat het moeilijk maakte om het als een primaire vorm van tewerkstelling te handhaven, waardoor pensioensparen voor afscheidnemende spelers niet mogelijk was. De wedstrijden zijn over het algemeen populair bij fans en het gebaar van de club kon de speler de eer geven waar hij volgens de club recht op had, alsook een speler een pensioeninkomen waarborgen of een speler de gelegenheid bieden om zich in een ander dienstverband te vestigen wanneer ze hun carrière beëindigen. Dit was ook lange tijd het hoofddoel van testimonials in Australië, Ierland en Italië.
In de beginperiode was een testimonial een ernstige aangelegenheid. In recente jaren gaat het om een eresaluut, dan wel een teken van hoogachting. Clubs geven spelers meestal een testimonial na het bereiken van de mijlpaal van tien jaar dienst bij de club, hoewel ze de laatste jaren aan spelers zijn gegeven voor bepaalde omstandigheden, zoals het naderen van hun pensioen of in geval van een zware blessure. Doorgaans nodigt de club - afhankelijk van de carrière van de gehuldigde speler - huidige of voormalige teamgenoten uit om deel te nemen aan de wedstrijd en de bijbehorende festiviteiten. Het gaat meestal om een onderonsje tussen clubs waar de speler bij gespeeld heeft, een selectie van (ex-)teamgenoten of (ex-)tegenstanders en indien van toepassing de nationale ploeg. Alle opbrengsten van de wedstrijd gingen vroeger naar de gevierde speler. Vanaf de 21e eeuw is het ook gebruikelijker dat een speler de wedstrijd organiseert en de opbrengst wegschenkt aan het goede doel.
De wedstrijden zijn minder frequent geworden omdat zich door de jaren heen ingrijpende veranderingen hebben voorgedaan in het betaald voetbal, waardoor het oorspronkelijke doel van een testimonial game steeds minder relevant was of gewaardeerd werd. Spelerslonen zijn gestegen, lucratieve transfers zijn in het hedendaagse profvoetbal schering en inslag, spelers mogen niet langer bij een club blijven zolang ze dat eerder hadden gedaan en die topspelers die het publiek hoog in het vaandel dragen zoeken sneller andere oorden op.

## Bekende voetballers met een testimonial
Onderstaande lijst geeft voetballers weer die op basis van hun dienstjaren, inzet of prestaties bij een bepaalde club of voor hun land, door die club of dat land in de bloemetjes werden gezet. De spelers zijn alfabetisch gerangschikt:
| - Michael Ballack - Bayern München / Chelsea - Gareth Barry - Aston Villa - Dennis Bergkamp - Arsenal - Mark van Bommel - PSV - David Busst - Coventry City - Jamie Carragher - Liverpool - Michael Carrick - Manchester United - Phillip Cocu - PSV - Alessandro Costacurta - AC Milan - Johan Cruijff - Ajax - Deco - FC Porto / FC Barcelona - Duncan Ferguson - Everton - Dennis Gentenaar - N.E.C. - Steven Gerrard - Liverpool - Gheorghe Hagi - Roemenië - Tony Hibbert - Everton |  | - Denis Irwin - Manchester United - Vincent Kompany - Manchester City - Dirk Kuijt - Feyenoord / Liverpool - Jeffrey Leiwakabessy - N.E.C. - Matthew Le Tissier - Southampton - Claus Lundekvam - Southampton - Paolo Maldini - AC Milan - Diego Maradona - Argentinië - Alvin Martin - West Ham United - Sir Stanley Matthews - Stoke City - Stilijan Petrov - Aston Villa - Andrea Pirlo - AC Milan - Wayne Rooney - Manchester United - Paul Scholes - Manchester United - Alan Shearer - Newcastle United - Francesco Totti - AS Roma |